# Francisco Navarro Fuster
Francisco Navarro Fuster (Bétera, 20 de desembre de 1962), fou un ciclista valencià, professional entre 1985 i 1990. El seu principal èxit van ser una victòria d'etapa a la Volta a Espanya de 1988.

## Palmarès
- 1988
  - Vencedor d'una etapa a la Volta a Espanya
  - Vencedor d'una etapa a la Volta a Cantàbria
- 1989
  - Vencedor d'una etapa a la Volta a l'Algarve

### Resultats al Tour de França
- 1986. Fora de control (4a etapa)

### Resultats a la Volta a Espanya
- 1987. Abandona
- 1988. 114è de la classificació general. Vencedor d'una etapa